# شهرستان کلیرواتر (مینه‌سوتا)
شهرستان کلیرواتر، مینه‌سوتا (به انگلیسی: Clearwater County, Minnesota) شهرستانی در ایالات متحده آمریکا است که در مینه‌سوتا واقع شده‌است.